# Patrizia Kummer
Patrizia Kummer (n. 16 octombrie 1987, Brigue, Cantonul Valais, Elveția) este o sportivă ce a reprezentat Elveția, medaliată olimpică. A participat la o ediție a Jocurilor Olimpice (2014) în care a câștigat o medalie de aur.

## Participări
Lista de mai jos prezintă principalele competiții la care a participat Patrizia Kummer de-a lungul carierei.
- snowboarding at the 2014 Winter Olympics – women's parallel giant slalom[*]